# دردار سكماستوني
دردار سكماستوني (الاسم العلمي:Ulmus scampstoniensis) هو نوع غير مؤكد من النباتات يتبع جنس الدردار من الفصيلة الدردارية.